# Hipobromit de sodiu
Hipobromitul de sodiu este un compus anorganic cu formula chimică NaOBr. Este o sare de sodiu a acidului hipobromos. Este format din cationi de sodiu Na⁺ și anioni hipobromit ⁻OBr. Se obține de obicei ca pentahidrat, astfel încât compusul numit de obicei hipobromit de sodiu are de fapt formula NaBrO·5H₂O.